# Kabinett Shinzō Abe II (Umbildung)
Das umgebildete zweite Kabinett Abe (jap. 第２次安倍改造内閣, dainiji Abe kaizō naikaku) regierte Japan unter Führung von Premierminister Shinzō Abe von einer Kabinettsumbildung am 3. September 2014, bei der bis auf den Premierminister und sechs übernommene Minister alle Mitglieder des Vorgängerkabinetts ausgewechselt und einige Positionen neu zugeschnitten wurden, bis zum 24. Dezember 2014. Gleichzeitig mit der Kabinettsumbildung wurde der Parteivorstand der Liberaldemokratischen Partei (LDP) neu besetzt.
Nach einer historisch langen Periode ohne Ministerwechsel (617 Tage) und stabil – im Vergleich mit den vorangegangenen Kabinetten seit 2006 – relativ hohen Zustimmungswerten führte Abe im September 2014 eine umfassende Umbildung von Kabinett und Parteiführung durch. Acht Minister gehörten erstmals einem Kabinett an, außerdem zunächst insgesamt fünf Frauen, genauso viele wie anfangs im ersten Kabinett Koizumi 2001. Alle Minister waren Abgeordnete im nationalen Parlament, anfangs zwei Mitglieder des Rätehauses (Sangiin), alle übrigen im Abgeordnetenhaus (Shūgiin).
Im November 2014 löste das Kabinett Abe das Abgeordnetenhaus auf, nach der Abgeordnetenhauswahl am 14. Dezember 2014 trat das Kabinett vor der Wahl eines neuen Premierministers am 24. Dezember 2014 zurück und wurde noch am gleichen Tag durch das dritte Kabinett Abe abgelöst, das mit Ausnahme des Verteidigungsministers personell mit dem scheidenden Kabinett identisch ist.

## Staatsminister
| Amt | Name                                     | Bild                | Parlamentskammer | Fraktion | Faktion       |
| --- | ---------------------------------------- | ------------------- | ---------------- | -------- | ------------- |
| Premierminister | Shinzō Abe                               | Shinzō Abe          | Abg.             | LDP      | – (Machimura) |
| Erster designierter Minister nach Artikel 9 des Kabinettsgesetzes (Vizepremierminister) Finanzminister Minister für besondere Aufgaben (Finanzsektor) zuständig für das Überwinden der Deflation (defure dakkyaku taisaku) | Tarō Asō                                 | Tarō Asō            | Abg.             | LDP      | Asō           |
| Ministerin für Allgemeine Angelegenheiten | Sanae Takaichi                           | Sanae Takaichi      | Abg.             | LDP      | –             |
| Justizministerin | Midori Matsushima (bis 20. Oktober 2014) | Midori Matsushima   | Abg.             | LDP      | Machimura     |
| Justizministerin | Eriko Yamatani (kommissarisch)           | Eriko Yamatani      | Räte.            | LDP      | Machimura     |
| Justizministerin | Yōko Kamikawa (ab 21. Oktober 2014)      | Yōko Kamikawa       | Abg.             | LDP      | Kishida       |
| Außenminister | Fumio Kishida                            | Fumio Kishida       | Abg.             | LDP      | Kishida       |
| Minister für Bildung, Kultur, Wissenschaft und Technologie zuständig für die „Revitalisierung der Bildung“ (kyōiku saisei), die Olympischen und Paralympischen Spiele Tokio (Tōkyō Orimpikku・Pararimpikku) | Hakubun Shimomura                        | Hakubun Shimomura   | Abg.             | LDP      | Machimura     |
| Minister für Gesundheit und Soziales | Yasuhisa Shiozaki                        | Yasuhisa Shiozaki   | Abg.             | LDP      | –             |
| Minister für Landwirtschaft, Forsten und Fischerei | Kōya Nishikawa                           | Kōyo Nishikawa      | Abg.             | LDP      | Nikai         |
| Minister(in) für Wirtschaft und Industrie Minister(in) für besondere Aufgaben („Unterstützungsorganisation für Atomkraftentschädigungen, die Stilllegung von Reaktoren etc.“ (genshiryoku songai baishō・hairo tō shien kikō)) zuständig für „wirtschaftliche Schäden durch die Atomkraft“ (genshiryoku keizai higai), die „Wettbewerbsfähigkeit der Industrie“ (sangyō kyōsōryoku)                           | Yūko Obuchi (bis 20. Oktober 2014)       | Yūko Obuchi         | Abg.             | LDP      | Nukaga        |
| Minister(in) für Wirtschaft und Industrie Minister(in) für besondere Aufgaben („Unterstützungsorganisation für Atomkraftentschädigungen, die Stilllegung von Reaktoren etc.“ (genshiryoku songai baishō・hairo tō shien kikō)) zuständig für „wirtschaftliche Schäden durch die Atomkraft“ (genshiryoku keizai higai), die „Wettbewerbsfähigkeit der Industrie“ (sangyō kyōsōryoku)                           | Sanae Takaichi (kommissarisch)           | Sanae Takaichi      | Abg.             | LDP      | –             |
| Minister(in) für Wirtschaft und Industrie Minister(in) für besondere Aufgaben („Unterstützungsorganisation für Atomkraftentschädigungen, die Stilllegung von Reaktoren etc.“ (genshiryoku songai baishō・hairo tō shien kikō)) zuständig für „wirtschaftliche Schäden durch die Atomkraft“ (genshiryoku keizai higai), die „Wettbewerbsfähigkeit der Industrie“ (sangyō kyōsōryoku)                           | Yōichi Miyazawa (ab 21. Oktober 2014)    | Yōichi Miyazawa     | Räte.            | LDP      | Kishida       |
| Minister für Land und Verkehr | Akihiro Ōta                              | Akihiro Ōta         | Abg.             | Kōmeitō  | —             |
| Umweltminister Minister für besondere Aufgaben („Atomkraftkatastrophenschutz“ (genshiryoku bōsai)) | Yoshio Mochizuki                         | Yoshio Mochizuki    | Abg.             | LDP      | Kishida       |
| Verteidigungsminister zuständig für die „Sicherheitsgesetzgebung“ (anzen hoshō hōsei) | Akinori Eto                              | Akinori Eto         | Abg.             | LDP      | Ōshima        |
| Leiter des Kabinettssekretariats zuständig für die „Verringerung der Last der Stützpunkte in Okinawa“ (Okinawa kichi futan keigen) | Yoshihide Suga                           | Yoshihide Suga      | Abg.             | LDP      | —             |
| Wiederaufbauminister pauschal zuständig für die Erholung vom Atomkraftunfall von Fukushima (Fukushima gempatsu jiko saisei sōkatsu tantō) | Wataru Takeshita                         | Wataru Takeshita    | Abg.             | LDP      | Nukaga        |
| Vorsitzende der Nationalen Kommission für Öffentliche Sicherheit Ministerin für besondere Aufgaben (Katastrophenschutz (bōsai)) zuständig für die „Entführungsfrage“ (rachi mondai), „maritime Politik und Territorialfragen“ (kaiyō seisaku・ryōdo mondai), „Stärkung der Zähigkeit des Landes“ (kokudo kyōjinka)                                                                                            | Eriko Yamatani                           | Eriko Yamatani      | Räte.            | LDP      | Machimura     |
| Minister für besondere Aufgaben („Angelegenheiten von Okinawa und der Nördlichen Territorien“ (Okinawa oyobi hoppō taisaku), Wissenschafts- und Technologiepolitik (kagaku gijutsu seisaku), Weltraumpolitik (uchū seisaku)) zuständig für IT-Politik (jōhō tsūshin gijutsu (IT) seisaku), sai-charenji, die Cool-Japan-Strategie (kūru Japan senryaku)                                                       | Shun’ichi Yamaguchi                      | Shun’ichi Yamaguchi | Abg.             | LDP      | Asō           |
| Ministerin für besondere Aufgaben (Verbraucher und Lebensmittelsicherheit (shōhisha oyobi shokuhin anzen), Regulierungsreform (kisei kaikaku), Maßnahmen zum Geburtenrückgang (shōshika taisaku), Geschlechtergleichstellung (danjo kyōdō sankaku)) zuständig für die „Aktivierung von Frauen“ (josei katsuyaku), Verwaltungsreform (gyōsei kaikaku), den nationalen öffentlichen Dienst (kokka kōmuin seido) | Haruko Arimura                           | Haruko Arimura      | Räte.            | LDP      | Ōshima        |
| Minister für besondere Aufgaben (Wirtschafts- und Fiskalpolitik (keizai zaisei seisaku)) zuständig für die „Belebung der Wirtschaft“ (keizai saisei), die „integrierte Reform von Sozialversicherungen und Steuern“ (shakaihoshō・zei ittai kaikaku) | Akira Amari                              | Akira Amari         | Abg.             | LDP      | —             |
| Minister für besondere Aufgaben („nationale strategische Sonderzonen“ (kokka senryaku tokubetsu kuiki)) zuständig für „Regionalbelebung“ (chihō sōsei) | Shigeru Ishiba                           | Shigeru Ishiba      | Abg.             | LDP      | —             |

## Andere Positionen
Staatssekretäre (fukudaijin und daijin seimukan) ab 4. September, die übrigen, viele davon aus dem bisherigen Kabinett übernommen, ab 3. September.
| Amt | Name                                 | Kammer                               | Fraktion                             | Faktion                              |
| Kabinettssekretariat, Legislativbüro | Kabinettssekretariat, Legislativbüro | Kabinettssekretariat, Legislativbüro | Kabinettssekretariat, Legislativbüro | Kabinettssekretariat, Legislativbüro |
| --- | ------------------------------------ | ------------------------------------ | ------------------------------------ | ------------------------------------ |
| Stellvertretende Leiter des Kabinettssekretariats | Katsunobu Katō                       | Abg.                                 | LDP                                  | Nukaga                               |
| Stellvertretende Leiter des Kabinettssekretariats | Hiroshige Sekō                       | Räte.                                | LDP                                  | Machimura                            |
| Stellvertretende Leiter des Kabinettssekretariats | Kazuhiro Sugita                      | —                                    | —                                    | —                                    |
| Leiter des Legislativbüros des Kabinetts | Yūsuke Yokobatake                    | —                                    | —                                    | —                                    |
| naikaku sōri-daijin hosakan („Berater des Premierministers“) |                                      |                                      |                                      |                                      |
| für „Heimat“ (furusato) | Tarō Kimura                          | Abg.                                 | LDP                                  | Machimura                            |
| für „den nationalen Sicherheitsrat und das Wahlsystem“ (kokka anzen hoshō kaigi oyobi senkyo seido) | Yōsuke Isozaki                       | Räte.                                | LDP                                  | Machimura                            |
| für „wichtige Aufgaben der nationalen Politik“ (kokusei no jūyō kadai) | Seiichi Etō                          | Räte.                                | LDP                                  | Nikai                                |
| für „Wachstumsstrategie zu Gesundheitswesen, Regionalbelebung, Erhalt des Sozialkapitals zur Stärkung der Zähigkeit des Landes und beim Wiederaufbau etc.“ (kokudo kyōjinka oyobi fukkō nado no shakai shihon seibi, chihō sōsei narabi ni kenkō, iryō ni kan suru seichō senryaku) | Hiroto Izumi                         | –                                    | –                                    | –                                    |
| für „politische Planung“ (seisaku kikaku) (außerdem naikaku kōhōkan, PR-Beamter des Kabinetts, im Kabinettssekretariat) | Eiichi Hasegawa                      | –                                    | –                                    | –                                    |
| Fukudaijin („Vizeminister“) |                                      |                                      |                                      |                                      |
| Wiederaufbau | Tadayoshi Nagashima                  | Abg.                                 | LDP                                  | Nikai                                |
| Wiederaufbau | Masayoshi Hamada                     | Räte.                                | Kōmeitō                              | –                                    |
| Kabinettsamt | Ryōsei Akazawa                       | Abg.                                 | LDP                                  | -                                    |
| Kabinettsamt | Masaaki Taira                        | Abg.                                 | LDP                                  | -                                    |
| Kabinettsamt | Yasutoshi Nishimura                  | Abg.                                 | LDP                                  | Machimura                            |
| Allgemeine Angelegenheiten | Satoshi Ninoyu                       | Räte.                                | LDP                                  | Nukaga/Tanigaki                      |
| Allgemeine Angelegenheiten | Kōsaburō Nishime                     | Abg.                                 | LDP                                  | Nukaga                               |
| Justiz Kabinettsamt | Yasuhiro Hanashi                     | Abg.                                 | LDP                                  | Kishida                              |
| Auswärtige Angelegenheiten | Minoru Kiuchi                        | Abg.                                 | LDP                                  | –                                    |
| Auswärtige Angelegenheiten | Yasuhide Nakayama                    | Abg.                                 | LDP                                  | Machimura                            |
| Finanzen | Nobuhide Minorikawa                  | Abg.                                 | LDP                                  | –                                    |
| Finanzen | Ichirō Miyashita                     | Abg.                                 | LDP                                  | Machimura                            |
| Kultus und Wissenschaft | Hideki Niwa                          | Abg.                                 | LDP                                  | Ōshima                               |
| Kultus und Wissenschaft | Motoyuki Fujii                       | Räte.                                | LDP                                  | Kishida                              |
| Gesundheit und Arbeit | Keiko Nagaoka                        | Abg.                                 | LDP                                  | Asō                                  |
| Gesundheit und Arbeit | Kanae Yamamoto                       | Räte.                                | Kōmeitō                              | –                                    |
| Land-, Forst-, Fischereiwirtschaft | Toshiko Abe                          | Abg.                                 | LDP                                  | Tanigaki                             |
| Land-, Forst-, Fischereiwirtschaft | Akio Koizumi                         | Räte.                                | LDP                                  | –                                    |
| Wirtschaft und Industrie | Daishirō Yamagiwa                    | Abg.                                 | LDP                                  | –                                    |
| Wirtschaft und Industrie Kabinettsamt | Yōsuke Takagi                        | Abg.                                 | Kōmeitō                              | –                                    |
| Land und Verkehr | Issei Kitagawa                       | Räte.                                | LDP                                  | Machimura                            |
| Land und Verkehr Wiederaufbau | Akihiro Nishimura                    | Abg.                                 | LDP                                  | Machimura                            |
| Umwelt | Shigeo Kitamura                      | Abg.                                 | LDP                                  | Machimura                            |
| Umwelt Kabinettsamt | Yasuhiro Ozato                       | Abg.                                 | LDP                                  | Tanigaki                             |
| Verteidigung | Akira Satō                           | Abg.                                 | LDP                                  | Kishida                              |
| Daijinseimukan (Parlamentarische Staatssekretäre) |                                      |                                      |                                      |                                      |
| Kabinettsamt | Takao Ochi                           | Abg.                                 | LDP                                  | Machimura                            |
| Kabinettsamt | Yōhei Matsumoto                      | Abg.                                 | LDP                                  | Nikai                                |
| Kabinettsamt Wiederaufbau | Shinjirō Koizumi                     | Abg.                                 | LDP                                  | –                                    |
| Allgemeine Angelegenheiten | Yōji Mutō                            | Abg.                                 | LDP                                  | Asō                                  |
| Allgemeine Angelegenheiten | Jirō Akama                           | Abg.                                 | LDP                                  | Asō                                  |
| Allgemeine Angelegenheiten | Gaku Hasegawa                        | Räte.                                | LDP                                  | Machimura                            |
| Justiz Kabinettsamt (ab 12. September 2014) | Taku Ōtsuka                          | Abg.                                 | LDP                                  | Machimura                            |
| Auswärtige Angelegenheiten | Kentarō Sonoura                      | Abg.                                 | LDP                                  | Asō                                  |
| Auswärtige Angelegenheiten | Kazuyuki Nakane                      | Abg.                                 | LDP                                  | Machimura                            |
| Auswärtige Angelegenheiten | Takashi Uto                          | Räte.                                | LDP                                  | Nukaga                               |
| Finanz | Satoshi Ōie                          | Räte.                                | LDP                                  | Asō                                  |
| Finanz | Toshiko Takeya                       | Räte.                                | Kōmeitō                              | –                                    |
| Kultus und Wissenschaft | Masaaki Akaike                       | Räte.                                | LDP                                  | Machimura                            |
| Kultus und Wissenschaft Wiederaufbau | Tomohiro Yamamoto                    | Abg.                                 | LDP                                  |                                      |
| Gesundheit und Arbeit | Gaku Hashimoto                       | Abg.                                 | LDP                                  | Nukaga                               |
| Gesundheit und Arbeit | Emiko Takagai                        | Räte.                                | LDP                                  | Machimura                            |
| Land-, Forst-, Fischereiwirtschaft | Hidemichi Satō                       | Abg.                                 | Kōmeitō                              | –                                    |
| Land-, Forst-, Fischereiwirtschaft | Yūko Nakagawa                        | Abg.                                 | LDP                                  | Nikai                                |
| Wirtschaft und Industrie | Yoshihiro Seki                       | Abg.                                 | LDP                                  | Machimura                            |
| Wirtschaft, Industrie Kabinettsamt Wiederaufbau | Shigeki Iwai                         | Räte.                                | LDP                                  | Nukaga                               |
| Land und Verkehr | Ken’ichirō Ueno                      | Abg.                                 | LDP                                  | Ishihara                             |
| Land und Verkehr | Takashi Ōtsuka                       | Abg.                                 | LDP                                  | Nukaga                               |
| Land und Verkehr | Kazuhiko Aoki                        | Räte.                                | LDP                                  | Nukaga                               |
| Umwelt | Hinako Takahashi                     | Abg.                                 | LDP                                  | Ōshima                               |
| Umwelt Kabinettsamt | Mamoru Fukuyama                      | Abg.                                 | LDP                                  |                                      |
| Verteidigung | Kenji Harada                         | Abg.                                 | LDP                                  | Nukaga                               |
| Verteidigung | Hirotaka Ishikawa                    | Räte.                                | Kōmeitō                              | –                                    |

## Rücktritte
- Wirtschaftsministerin Obuchi trat im Oktober 2013 über einen Skandal um missbräuchlich eingesetzte politische Gelder zurück.[2]
- Justizministerin Matsushima trat im Oktober 2013 über den Vorwurf zurück, gegen die Wahlkampfgesetze verstoßen zu haben.[2]